# Virgínia Quaresma
Virgínia Quaresma OSE (Elvas, 28 de dezembro de 1882 – Lisboa, 26 de outubro de 1973) foi a primeira jornalista repórter portuguesa. Para além de redigir notícias, distinguiu-se nos dois géneros que fazem a "passagem" para o jornalismo moderno, a reportagem e entrevista, e foi, juntamente com Berta Gomes de Almeida, uma das primeiras mulheres a licenciar-se em Letras em Portugal. Notabilizou-se também pelo seu ativismo em várias causas de cariz social e político, nomeadamente no republicanismo, pacifismo e feminismo, sendo uma das mais conhecidas e ativas vozes da luta pelos direitos das mulheres, a igualdade de género e a livre expressão sexual. Foi um dos rostos mais conhecidos do feminismo negro e da comunidade LGBT em Portugal, durante o início do século XX.

## Biografia

### Nascimento e Família
Virgínia Sofia da Guerra Quaresma nasceu no Largo de São Domingos, da freguesia de Salvador, na cidade alentejana de Elvas, distrito de Portalegre, no dia 28 de dezembro de 1882, filha de Júlio César Ferreira Quaresma, oficial de Cavalaria do Exército Português que atingiria, posteriormente, o posto de general e seria comandante militar dos Açores, e de Ana de Conceição Guerra, doméstica, descendente de escravos africanos, natural de Elvas, sendo a mais nova dos três filhos do casal.
Tal como os seus irmãos, Eduardo e Carlos Alberto, ambos militares com fortes convicções republicanas, tendo o último participado nos eventos de outubro de 1910 e combatido contra as tropas de Paiva Couceiro em Trás-os-Montes, Virgínia adoptou desde muito cedo os mesmos ideais republicanos, começando a manifestar o seu interesse pelo ativismo social, com especial incidência na defesa de várias causas minoritárias como os direitos das mulheres, a igualdade de género e a livre expressão sexual, ao participar em numerosas sessões de propaganda republicana realizadas em vários centros escolares, assim como ao assumir publicamente a sua homossexualidade perante uma sociedade fortemente conservadora e religiosa, ainda antes do Regicídio de 1908.

### Formação Académica
Decidida a quebrar barreiras e provar que não existiam profissões exclusivamente masculinas, aos dezoito anos decidiu prosseguir com os seus estudos e enveredou no curso do magistério primário pela Escola Normal Primária de Lisboa e, posteriormente, no Curso Superior de Letras da Faculdade de Letras da Universidade de Lisboa, tornando-se numa das primeiras mulheres a obter esse grau no país. Após, ao seguir carreira na área do jornalismo, tornou-se na primeira mulher a exercer essa profissão em Portugal e em 1918 foi uma das fundadoras de uma das primeiras empresas de publicidade para jornais do país, a Atlântida, que dois meses depois passou a designar-se como Escriptorio de Publicidade Latino-Americano e finalmente, um ano depois, como Latino-Americana. Rapidamente, tornou-se num dos nomes mais conhecidos e impulsionadores não só da primeira vaga do movimento feminista português como do feminismo negro de Portugal e do Brasil.

### Carreira Jornalística e Ativismo em Portugal
Inicialmente, a sua carreira enveredou pela imprensa feminina, quando em 1906, enquanto trabalhava no Jornal da Mulher do periódico O Mundo, começou a publicar importantes e polémicos artigos de cariz feminista, apelando à empírica necessidade do direito ao voto, lei do divórcio, independência financeira para as mulheres casadas, direito de tutela dos filhos, igualdade salarial entre géneros e o acesso às mesmas profissões que os homens, para além de muitas outras reivindicações. Durante esse período, também publicou textos de crítica social, onde expôs casos sobre desigualdades de classes sociais, racismo, femicídio, violência contra as mulheres, maus-tratos a menores, alcoolismo e proxenetismo na sociedade portuguesa.
Um ano depois, em 1907, foi nomeada redatora principal e secretária da redação da revista Alma Feminina (1907-1908), dirigida pela ensaísta e poetisa Albertina Paraíso, especificamente voltada para o público feminino, tornando-se no principal órgão de informação do Conselho Nacional das Mulheres Portuguesas anos mais tarde. Durante esse ano, também colaborou no jornal Vanguarda, onde se gerou uma polémica ao escrever que o feminismo deveria ser adaptado à realidade portuguesa, pondo de parte "exaltações ridículas, ideias prematuras, combates tão violentos como inúteis", sendo considerado por muitos um ataque à acção militante radical da sufragista Maria Veleda da Liga Republicana das Mulheres Portuguesas.
Nos anos seguintes, durante os primeiros anos da Primeira República, devido à sua notoriedade, Virgínia Quaresma rapidamente passou a colaborar em vários jornais diários de expansão nacional publicados em Lisboa, tais como O Século (1880-1977), onde trabalhou ao lado de Mayer Garção, Jorge de Abreu, Francisco da Silva Passos e Avelino de Almeida, alcançando o cargo de Chefe de Informações Gerais e Reportagens Especiais, e A Capital (1910-1938), notabilizando-se na reportagem de acontecimentos políticos, enquanto acumulava as suas funções de jornalista com as de professora de instrução secundária na Real Casa Pia.

### Serviço Público na Europa
Em fevereiro de 1911, o jornal A Capital defendeu a nomeação de Virgínia Quaresma para o serviço diplomático, sob o cargo de segundo secretário de legação, já que possuía um curso equivalente em termos de notas e cadeiras necessárias à carreira de diplomacia, no entanto, estando esta profissão vedada às mulheres, poucos meses depois, em agosto, o mesmo periódico noticiou que Virgínia Quaresma iria então ser nomeada para, em comissão de serviço público, estudar sobre a organização e funcionamento dos estabelecimentos modelares de educação feminina em França, Itália, Suíça e Alemanha para depois serem aplicados em diversas escolas de Portugal.

### Carreira Jornalística no Brasil

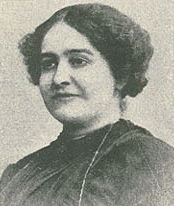
Maria da Cunha

Partiu, de Paris, em 1912, com destindo ao Rio de Janeiro, Brasil, acompanhada pela escritora, jornalista e sua companheira Maria da Cunha, onde fixou residência até 1915.
No Brasil, Virgínia cobriu alguns casos de sensação, como o do homicídio de Anita Levy às mãos do seu marido, o poeta brasileiro João Barreto.
Durante esses anos, fez carreira nos dois países, trabalhou nos periódicos Correio Português, A Noite, A Época, Gazeta de Notícias, Correio da Manhã e Brasil-Portugal, acompanhando muitas vezes a polícia brasileira em diversas investigações e expondo o crescente número de crimes violentos contra as mulheres, mendicidade, abandono infantil e casos de corrupção dentro de grandes instituições públicas, tais como das próprias forças policiais. Apesar de ter ficado conhecida no Brasil pelo seu jornalismo investigativo, os jantares e saraus que organizava em sua casa, com figuras célebres da sociedade portuguesa e brasileira, eram frequentemente noticiados na imprensa cor de rosa.

### Regresso a Portugal
A 10 de janeiro de 1917, Maria da Cunha faleceu. Virgínia Quaresma decidiu então regressar a Lisboa, onde se instalou no Hotel Palace e continuou a escrever e colaborar com diversos periódicos e revistas.
Cinco anos depois, em 1922, a convite de Óscar de Carvalho Azevedo, que havia conhecido durante a sua estadia em terras brasileiras, começou a trabalhar numa nova agência de notícias, a Agência Americana de Notícias, sendo nomeada diretora da sucursal de Lisboa.

### Oposição ao Estado Novo e Regresso ao Brasil
Anos mais tarde, nos anos 30, sob o domínio do Estado Novo, Virgínia Quaresma começou uma relação com Maria Torres, viúva do militar e pioneiro da aviação Óscar Monteiro Torres. Contudo, apesar de estar sobre o permanente radar da polícia secreta pela sua assumida conduta homossexual, a sua influência além fronteiras permitiu usar a agência para ajudar monetariamente vários colegas de profissão e ativistas antifascistas, como Maria Lamas, que não conseguiam ter um trabalho, ao oferecer-lhes o cargo de cronistas ou repórteres colaboradores. Pouco depois, após organizar várias iniciativas culturais e diplomáticas de intercâmbio entre Brasil e Portugal, e com a crescente perseguição e risco de ser presa pela recém criada PIDE, Virgínia partiu novamente para o Rio de Janeiro, onde passou a residir com a sua nova companheira, Valat Silva Passos, viúva do seu colega e jornalista Francisco da Silva Passos.

### Últimos Anos de Vida
Após a morte da sua companheira, Virgínia Quaresma regressou a Portugal nos últimos anos da década de 60, onde continuou a escrever artigos e a dar entrevistas para diversos jornais e revistas não só de Portugal e do Brasil, como de Espanha, França e dos Estados Unidos da América, sobre a importância do feminismo, a luta pela igualdade salarial e muitas outras batalhas pelos direitos da mulher em pleno século XX.
Virgínia Quaresma faleceu a 26 de outubro de 1973, na sua residência, situada no terceiro andar esquerdo do número 106 da Rua do Salitre, freguesia de São Mamede, em Lisboa, vítima de trombose cerebral, aos 90 anos de idade. Encontra-se sepultada no Cemitério de Benfica, em Lisboa.

## Pacifismo, Republicanismo e Feminismo
Sendo a favor do coletivismo em detrimento do individualismo, Virgínia Quaresma fez parte de inúmeras organizações feministas e femininas ao longo dos anos.
Ativista pelo pacifismo, integrou a Secção Feminista da Liga Portuguesa da Paz, juntamente com Olga de Morais Sarmento, Adelaide Cabete, Carolina Beatriz Ângelo, Branca de Gonta Colaço, Albertina Paraíso, Maria do Carmo Lopes e Cláudia de Campos, entre muitos outros nomes conhecidos do ativismo feminino português, assim como pertenceu ao Comité Português da Associação La Paix et le Désarmement par les Femmes, de Sylvie Camille Flammarion [fr], criado em dezembro de 1906.
Em 1910, tornou-se militante da Liga Republicana das Mulheres Portuguesas, uma organização e associação política e feminista fundada por Ana de Castro Osório e António José de Almeida, com o apoio do Partido Republicano Português, embora sem ter assumido qualquer cargo dirigente. Teve, no entanto, um papel relevante na campanha a favor da aprovação da lei do divórcio e interveio na emblemática assembleia geral da associação feminista, realizada a 26 de outubro de 1910. Nesse mesmo ano, a convite da presidente da liga feminina, foi oradora na sessão de homenagem à médica e feminista francesa Madeleine Pelletier, realizada a 11 de dezembro, em Lisboa, tendo produzido "um substancioso discurso sobre o feminismo, concluindo por dizer que a propaganda feminista devia, de facto, começar agora e prosseguir persistentemente, fossem quais fossem os escolhos encontrados no seu caminho". Um ano depois, a 3 de novembro de 1911, discursou na sessão solene organizada pelo Grupo das Treze em memória da primeira mulher a votar em Portugal, a médica e ativista feminista Carolina Beatriz Ângelo.
Durante a Primeira Grande Guerra, organizou diversos eventos de caridade para auxiliar as vítimas, órfãos de guerra, militares feridos e as suas famílias, juntando-se à organização feminina Cruzadas das Mulheres Portuguesas, presidida pela Primeira Dama Elzira Dantas Machado.

## Homenagens
Após a Primeira Grande Guerra, devido aos serviços que prestou, ao ajudar órfãos e viúvas de guerra, foi agraciada com o grau de Oficial da Ordem Militar de Sant'Iago da Espada, a 28 de junho de 1919.
Postumamente, o seu nome foi atribuído à toponímia de várias cidades, como de Belém (estado do Pará, no Brasil), Lisboa, Setúbal e Almada.
Em 2010, foi homenageada num selo postal comemorativo sobre as mulheres que contribuíram ativamente na História de Portugal.
Em 2020, a Universidade de Aveiro criou o Prémio Internacional em Estudos Culturais Virgínia Quaresma, com o apoio da Rede Internacional em Estudos Culturais (RIEC) e da Rede Nacional em Estudos Culturais (RNEC). Na sua primeira edição, cuja cerimónia decorreu a 24 de maio de 2021, o filósofo Eduardo Lourenço foi o vencedor do Prémio Carreira, acompanhado por Sara Vidal Maia, vencedora do Prémio Melhor Tese de Doutoramento em Estudos Culturais pela tese “Relações de Poder e Identidade(s) de Género”, defendida em 2016, no Programa Doutoral em Estudos Culturais das Universidades de Aveiro e do Minho. O Prémio Virgínia Quaresma será atribuído e celebrado a cada dois anos.